# Patricio Montojo
Pour les articles homonymes, voir Montojo et Pasarón.
L’amiral Patricio Montojo y Pasarón (7 septembre 1839 - 30 septembre 1917) est un officier de marine espagnol  connu principalement pour sa défaite contre l'amiral George Dewey  lors de la bataille de la baie de Manille le 1er mai 1898, une bataille décisive de la guerre hispano-américaine.